# Kate Brown
Katherine Brown, född 21 juni 1960 i Torrejón de Ardoz i Spanien, är en amerikansk advokat och demokratisk politiker. Hon var Oregons guvernör från 2015 till 2023. Hon var Oregons statssekreterare 2009–2015.
Guvernör John Kitzhaber avgick i februari 2015 och efterträddes av Brown.
Brown är den första öppet bisexuella guvernören i USA:s historia.